# Ramiro García Bogliano
Ramiro García Bogliano (La Plata, província de Buenos Aires, 6 de setembre de 1975 és un actor, director i guionista cinematogràfic argentí que ha estat guardonat amb diversos premis.
En la crítica d' Ámbito Financiero es va expressar de la seva pel·lícula Penumbra que "...els seus directors persegueixen amb les seves picades d'ullet i estil aconseguir atreure al públic massiu, cosa que perfectament podrien aconseguir amb aquest sòlid producte. Un parell d'actes inicials una mica lents i convencionals poden desesperar una mica al públic per falta d'acció terrorífica, però després tot va explotant degudament...aquesta pel·lícula que obre tot un panorama per al cinema de gènere a l'Argentina.""

## Filmografia
Guionista
- Expansivas (2021)
- Ataúd Blanco: El Juego Diabólico (2016)
- Penumbra (2011)
- Sudor frío (2011)
- Donde duerme el horror (2010)
- Masacre esta noche (2009)
- Molina's Mofo (curtmetratge 2008)
- No moriré sola (2008)
- Solarix (curtmetratge 2007)
- Doctor Infierno (2007)
- 36 pasos (2006)
- Habitaciones para turistas (2004)
- Molina's Test (curtmetratge 2001)
- Dolman 2000 (curtmetratge 2000)
- Policlínico miserable (curtmetratge 1998)

Director
- Penumbra (2011)
- Donde duerme el horror (2010)
- Masacre esta noche (2009)
- Concurso (curtmetratge 2002)
- Dolman 2000 (curtmetratge, segment Estupro 2000)
- Policlínico miserable (curtmetratge 1998)

Productor
- Expansivas (2021)
- Sudor frío (2011)
- No moriré sola (2008)
- Habitaciones para turistas (2004)
- Concurso (curtmetratge 2002)
- Dolman 2000 (curtmetratge 2000)
- Sidoglio Smithee (1998)

Actor
- Ataúd Blanco: El Juego Diabólico (2016)…Home del confessionari
- Muerte cerebral (curtmetratge 2012)…Manuel
- Villa (curtmetratge 2012)…Comprador 2

Assistent de direcció
- Claudia (2019)
- Sidoglio Smithee (1998)

Director de la segona unitat
- Late Phases (2014)
- Sudor frío (2011)

## Premis
- Buenos Aires Rojo Sangre 2004: Premi del públic (Habitaciones para turistas)[2]
- Buenos Aires Rojo Sangre 2006: Premi al Mejor Guió (36 pasos)[3]
- Buenos Aires Rojo Sangre 2009: Millor pel·lícula (Masacre esta noche)
- Festival "A Night of Horror" 2012: Millor Pel·lícula Extranjera (Penumbra[4]